# Tomás Eloy Martínez

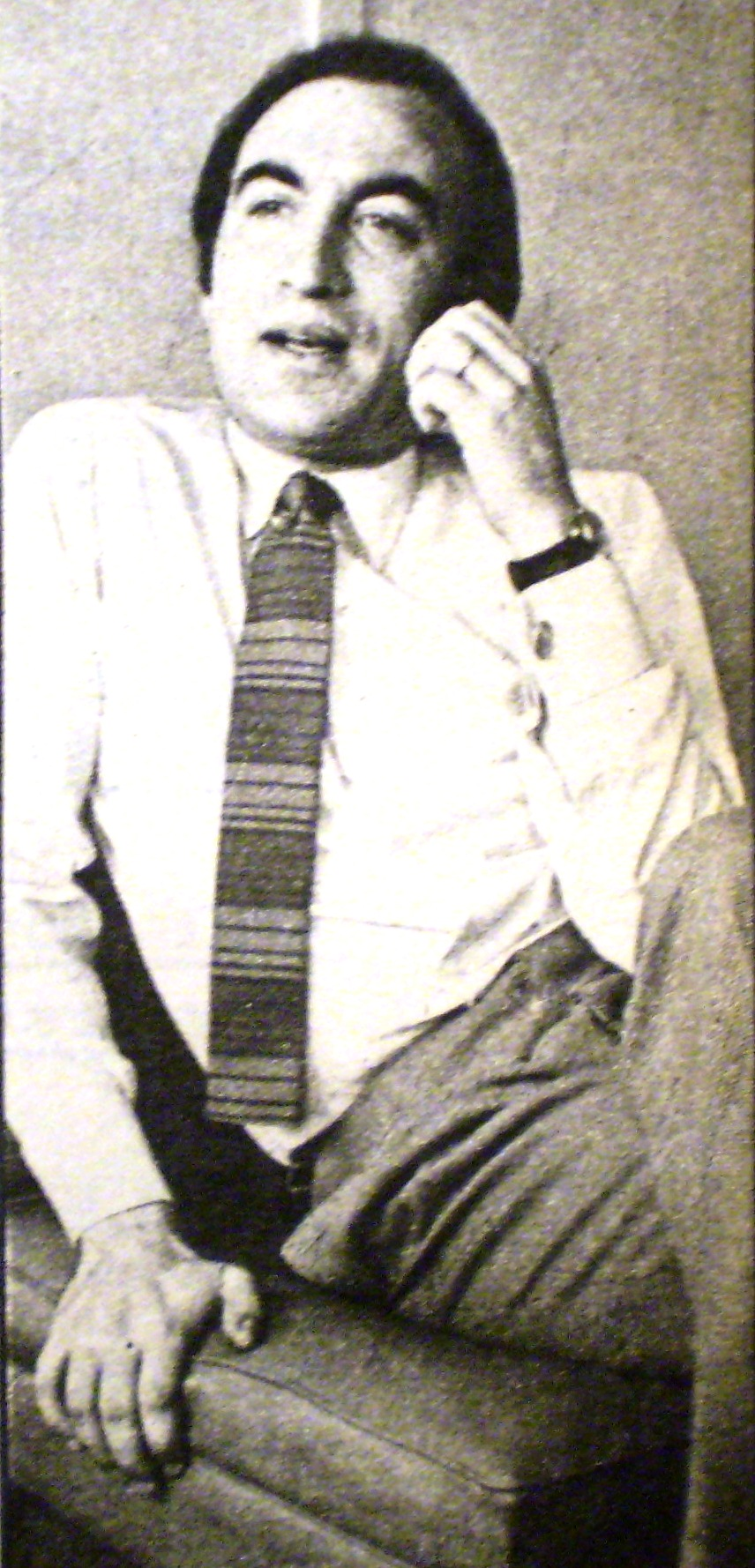
Tomás Eloy Martínez

Tomás Eloy Martínez (* 16. Juli 1934 in San Miguel de Tucumán; † 31. Januar 2010 in Buenos Aires) war ein argentinischer Schriftsteller, Journalist, Literaturredakteur, Filmkritiker, Drehbuchautor und Hochschullehrer.
Tomás Eloy Martínez galt als einer der bekanntesten argentinischen Schriftsteller der Gegenwart. Seine Romane wurden vielfach übersetzt.

## Leben
Tomás Eloy Martínez war seinen Landsleuten zunächst als kritisch recherchierender Journalist und als Filmkritiker bekannt, mit dem Erscheinen seines ersten Romanes (Sagrado, 1969) auch als Schriftsteller. 1975 ging er nach massiven Drohungen ins Exil. 1991 gründete Martínez in Guadalajara, Mexiko, die Tageszeitung Siglo 21. Seit 1996 schrieb er zudem Kolumnen für die New York Times, für La Nación in Buenos Aires sowie für die spanische Zeitung El País. Darüber hinaus verfasste er Drehbücher und engagierte sich im Fernsehen.
Von 1984 bis 1987 lehrte er an der US-amerikanischen University of Maryland, ab 1995 war er außerordentlicher Professor an der Rutgers University in New Jersey und dort Direktor des lateinamerikanischen Programms.
Weltweit bekannt wurde er mit seinem 1995 erschienenen Roman Santa Evita über die Odyssee des einbalsamierten Leichnams von Evita Peron. Dieses Werk wurde in 20 Ländern veröffentlicht. Für den Roman Der Flug der Königin, der auf das korrupte politische System des argentinischen Präsidenten Carlos Menem und die Auswirkungen auf die Medienschaffenden fokussiert, erhielt er im Jahre 2002 den spanischen Premio Alfaguara de Novela. In seinem letzten Roman Purgatorio, der 2008 erschien, erzählt er über verschwundene Menschen während der Diktatur der Militärjunta in Argentinien von 1976 bis 1983.
Er lebte bis zum Jahre 2006 in Highland Park, New Jersey, und kehrte dann nach Buenos Aires zurück. Dort erlag er im Januar 2010 einem Krebsleiden.

## Werke (Auswahl)
- Santa Evita. Roman („Santa Evita“). Suhrkamp, Frankfurt/M. 1997, ISBN 3-518-40843-7 (Roman über Evita Perón).
- La pasión de Trelew. Editorial Granica, Buenos Aires 1973 (thematisiert das Massaker im Gefängnis von Trelew, Patagonien im August 1972).
- Der Flug der Königin („El vuelo de la reina“). Suhrkamp, Frankfurt/M. 2003, ISBN 3-518-41474-7.
- Der General findet keine Ruhe („La novela de Perón“, EA: 1985). Suhrkamp, Frankfurt/M. 1999, ISBN 3-518-41049-0 (fiktiver Roman über Juan Perón).
- Der Tangosänger. Roman („El cantor de tango“). Suhrkamp, Frankfurt/M. 2007, ISBN 978-3-518-45833-4.
- Purgatorio. Roman („Purgatorio“), aus dem Spanischen von Peter Schwaar; Fischer-Verlag, Frankfurt am Main 2010, ISBN 978-3-10-048925-8